# Vallsjön (Liareds socken, Västergötland)
Vallsjön är en sjö i Jönköpings kommun i Småland samt Mullsjö och Ulricehamns kommuner i Västergötland och ingår i Göta älvs huvudavrinningsområde. Sjön är 9,1 meter djup, har en yta på 0,301 kvadratkilometer och befinner sig 302,2 meter över havet.
På en holme i sjön möts de tre kommunerna Mullsjö, Ulricehamn och Jönköping.  Fram till 1998 var detta även mötesplats för tre län: Skaraborgs län, Älvsborgs län och Jönköpings län.

## Delavrinningsområde
Vallsjön ingår i det delavrinningsområde (641740-137508) som SMHI kallar för Mynnar i Vållern. Avrinningsområdets medelhöjd är 296 meter över havet och ytan är 23,29 kvadratkilometer. Det finns inga delavrinningsområden uppströms utan avrinningsområdet är högsta punkten. Vattendraget som avvattnar avrinningsområdet har biflödesordning 3, vilket innebär att vattnet flödar genom totalt 3 vattendrag innan det når havet efter 377 kilometer. Avrinningsområdet består mestadels av skog (76 %). Avrinningsområdet har 0,68 kvadratkilometer vattenytor vilket ger det en sjöprocent på 2,9 %.